# 2012年の科学
2012年の科学（2012ねんのかがく）では、2012年（平成24年）の科学分野に関する出来事について記述する。

## できごと

### 1月
- 1月1日 - アメリカ航空宇宙局（NASA）の月探査機GRAIL-Bが月周回軌道に投入された[1]。
- 1月2日 - 脳深部刺激療法（DBS）は双極II型障害やうつ病における治療抵抗性うつ病（英語版）の症状に対する安全で効果的な治療であることが示された[2]。
- 1月3日 - 早老症モデルマウスに若いマウスの幹細胞を注射したところ、健康状態が改善し、予想よりも2から3倍長く生きたことが発表された[3]。
- 1月4日 - ワイオミング大学の研究で、クモの糸と同等程度の高い引張強度を持つ絹の糸を生産できる遺伝子組み換えカイコを開発したと報告された[4]。
- 1月6日 - ヒトの脳の機能は早ければ45歳ごろから衰え始める可能性を報告した論文が『ブリティッシュ・メディカル・ジャーナル』に発表された[5]。
- 1月11日 - 20以上の研究機関が携わった国際チームによる研究で、天の川銀河に位置する恒星は、平均して少なくとも1.6個の惑星を持つ可能性があると報告され、この銀河系だけでも1600億以上の惑星が存在する可能性が示唆された[6]。
- 1月12日
  - 既知の脊椎動物としては最小の種であるパエドフリン・アマウエンシスが報告された。この種は2009年にパプアニューギニアで発見された[7][8]。1月12日: 脊椎動物として最小の種のカエルが報告された。

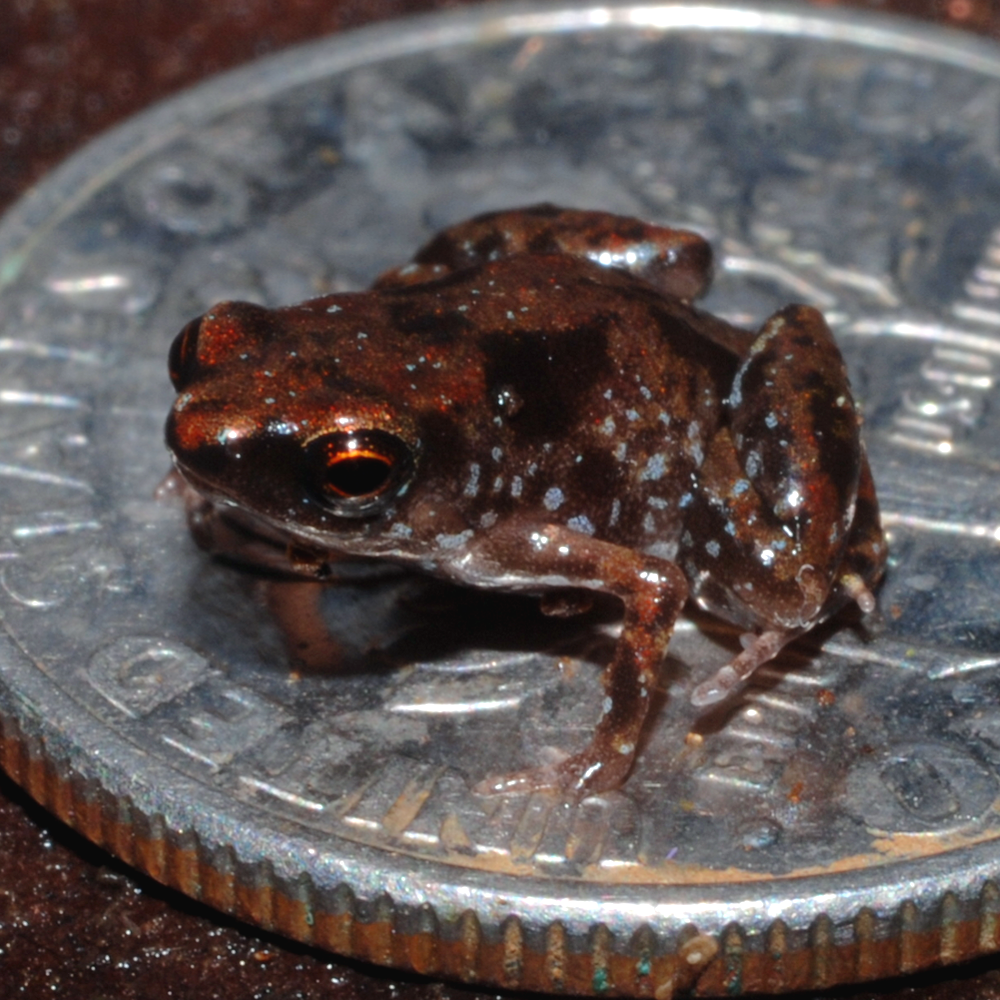
1月12日: 脊椎動物として最小の種のカエルが報告された。

  - IBMの研究で、12個の過冷却鉄原子に1ビットのデータを保存させることに成功したと発表した[9]。
- 1月22日 - 国際研究チームが、過去100年から200年に渡る人為的な二酸化炭素の排出により、海洋酸性度が自然変動の範囲をはるかに超えて上昇していると結論づけられた研究結果を発表した[10]。
- 1月24日 - 南アフリカのゴールデン・ゲート・ハイランズ国立公園（英語版）で竜脚類マッソスポンディルスの卵の化石を含む営巣地の遺跡が発見された[11]。
- 1月27日 - グラフェンを元にした膜が、気体や液体を選択的にろ過することができると報告された[12]。
- 1月31日 - カリフォルニア大学バークレー校などの研究で、言語処理に関わる人間の脳の部位である上側頭回と呼ばれる領域の活動を記録することで、思考を解読する方法の実証に成功したと発表された[13][14]。

### 2月
- 2月3日 - チリにある欧州南天天文台が、 4台の光学望遠鏡を繋げ1つの巨大な望遠鏡として運用することで、超大型望遠鏡VLTの稼働を始めた[15]。2月3日: 超大型望遠鏡VLTが4台体制で稼働を始めた。

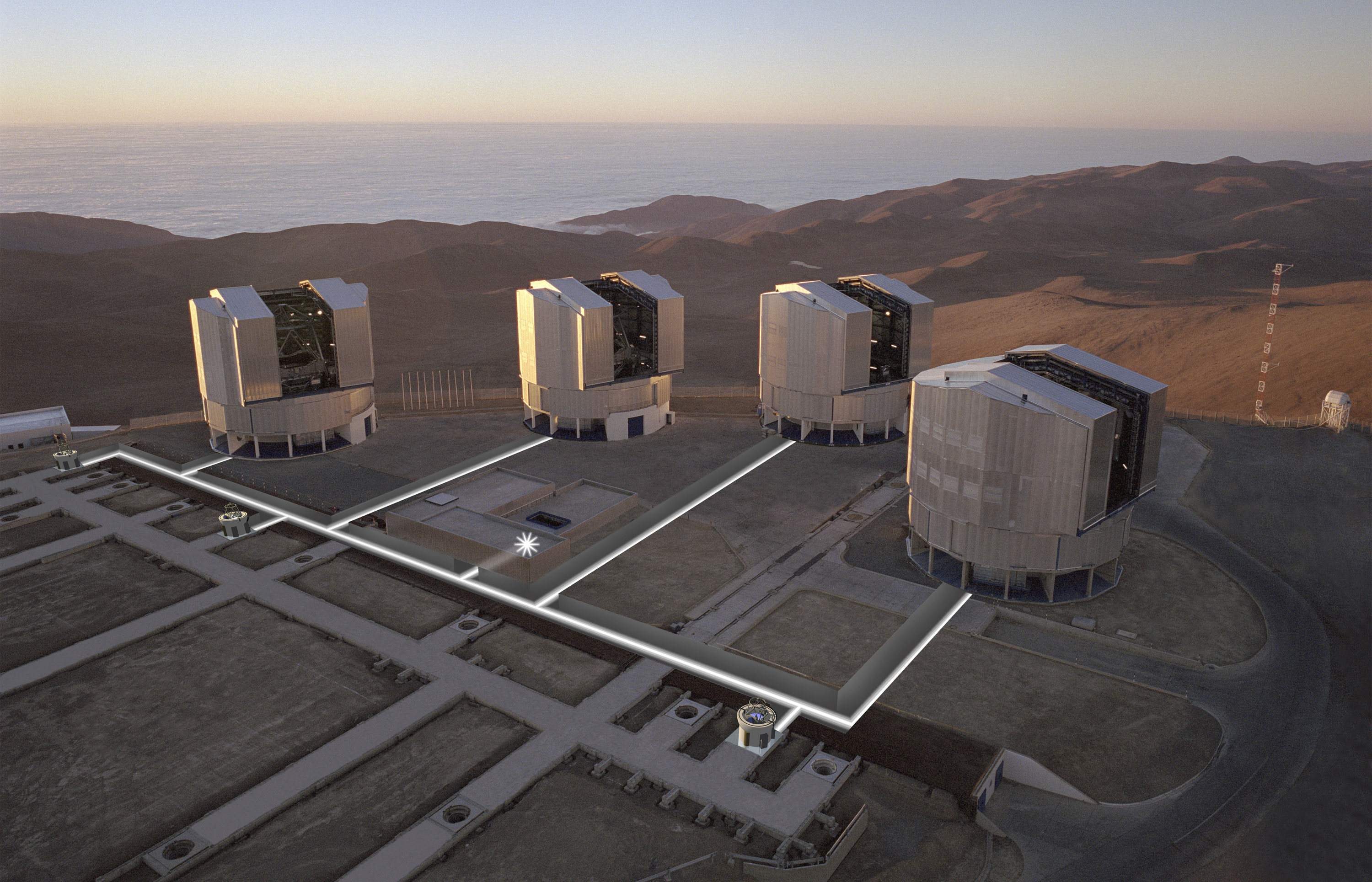
2月3日: 超大型望遠鏡VLTが4台体制で稼働を始めた。

- 2月5日 - 現地時間のこの日、20年に渡る掘削の末、ロシアのチームによって、南極の氷の下およそ4 kmにある氷底湖ボストーク湖に到達したと発表された[16]。
- 2月13日 - 欧州宇宙機関（ESA）の新型ロケットヴェガが初の打ち上げに成功した[17]。
- 2月20日 - およそ32,000年前の凍結したスガワラビランジの種から、花を咲かせることに成功したと報告された[18][19]。
- 2月22日 - NASAのスピッツァー宇宙望遠鏡による観測で、深宇宙において固体状のバックミンスターフラーレンを検出したと報告された[20]。
- 2月27日 - およそ2,500万年前にニュージーランドに生息していた、カイルク・ワイタキとカイルク・グレブネフィと呼ばれる2種のペンギンの骨が報告された[21]。両種ともに体高が1.3 mで、コウテイペンギンよりも大きな種であったと考えられている[22]。
- 2月29日 - リバプール大学などの研究で、ティラノサウルスの噛力は最大で57,000 Nに達し、現生のアリゲーターの10倍にも及ぶと見積もられた[23][24]。

### 3月
- 3月2日 - NASAの探査機カッシーニによる観測で、土星の衛星ディオネの大気層中に酸素分子イオンが検出されたと発表された[25][26]。
- 3月7日
  - フェルミ国立加速器研究所などの研究で、ヒッグス粒子の存在を示唆するデータが得られたと報告された[27]。
  - 国際研究チームによってゴリラのゲノムが解読されたことが『ネイチャー』誌に報告された。ゴリラは類人猿の中で最後に配列が解読された[28][29]。
- 3月8日 - 大亜湾原子炉ニュートリノ実験において、新たな種類のニュートリノ振動を発見したと発表された[30][31]。
- 3月14日 - 京都大学などの研究で、完全な暗闇の中で57年間、1,400世代に渡って飼育されたショウジョウバエ（→暗黒バエ）が、環境適応の結果としてゲノム配列に変化が生じたことが報告された[32][33][34]。
- 3月15日 - ロチェスター大学などの研究チームが、 ニュートリノを通信に用いた最初の例を報告した[35][36]。
- 3月16日 - 2011年9月に国際研究チームOPERAにより報告された「ニュートリノが光速よりも速い」とした主張の実験結果は、国際研究チームの検証の末、計測上の誤りであった可能性が浮上し、再試験でも光速を超えないという結果となったことが発表された[37]。
- 3月24日 - 約4万年前に人類がオーストラリアに生息していた複数の巨大脊椎動物を狩猟して絶滅に追い込んだとする研究結果が『サイエンス』誌に発表された[38][39]。

### 4月
- 4月5日 - 大型ハドロン衝突型加速器の更新工事が終了し、全衝突エネルギーが8兆電子ボルトまで引き上げられた[40]。
- 4月12日
  - ルンド大学などの研究によって、ハンチントン病の患者はがんに罹患する可能性が約50%低いことが示された[41]。
  - エクス＝マルセイユ大学などの研究で、 グラフェンに類似した、厚さが1原子分しかないケイ素シートであるシリセンの作成に成功したと発表された[42][43]。
- 4月13日 - 1930年代にエットーレ・マヨラナが提唱したマヨラナ粒子の存在を示唆する結果が得られたと、デルフト工科大学らの研究で発表された[44][45]。
- 4月19日
  - 乳がんが異なる10の種類に細分化され、それぞれの性質は特定の遺伝子によって決定されることが明らかとなった[46][47]。
  - 国際研究チームにより、選択圧によって進化を示す「ゼノ核酸」と呼ばれる合成DNA化合物の開発に成功したと発表された[48]。
- 4月21日 - ノースウェスタン大学の研究で、麻痺したアカゲザルの筋肉の動きを回復させることができるブレイン・マシン・インターフェースの開発が報告された[49][50]。

### 5月
- 5月14日 - 酵素テロメラーゼをより多く産生するように遺伝子治療によって誘導されたマウスが、寿命を24%延ばしたと報告された[51]。
- 5月15日 - ホンダは1人乗り電動車両「ユニカブ」をこの日に公開し、同年6月より日本科学未来館で実証実験を行うことを発表した[52][53]。

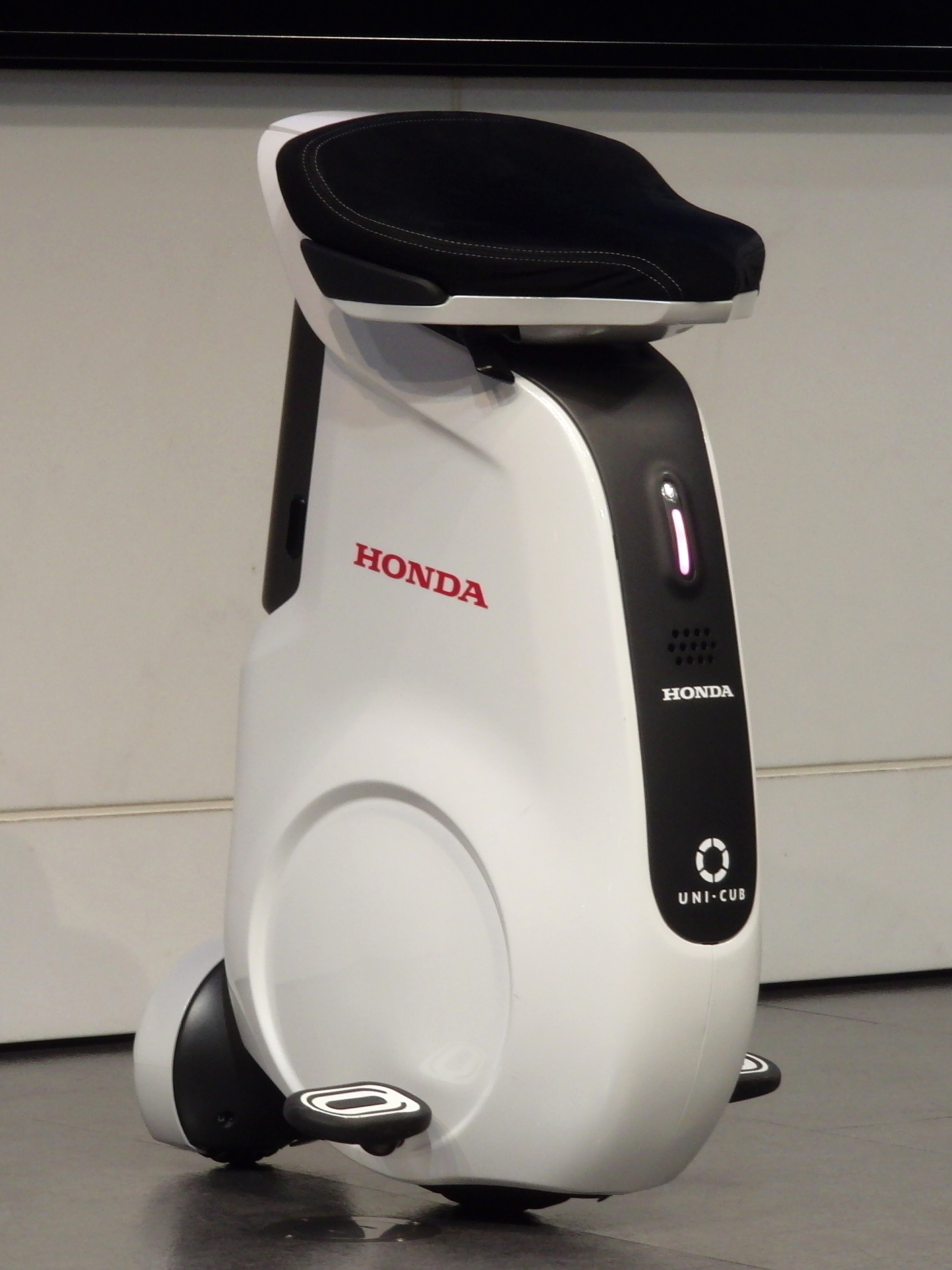
5月15日: Honda UNI-CUB

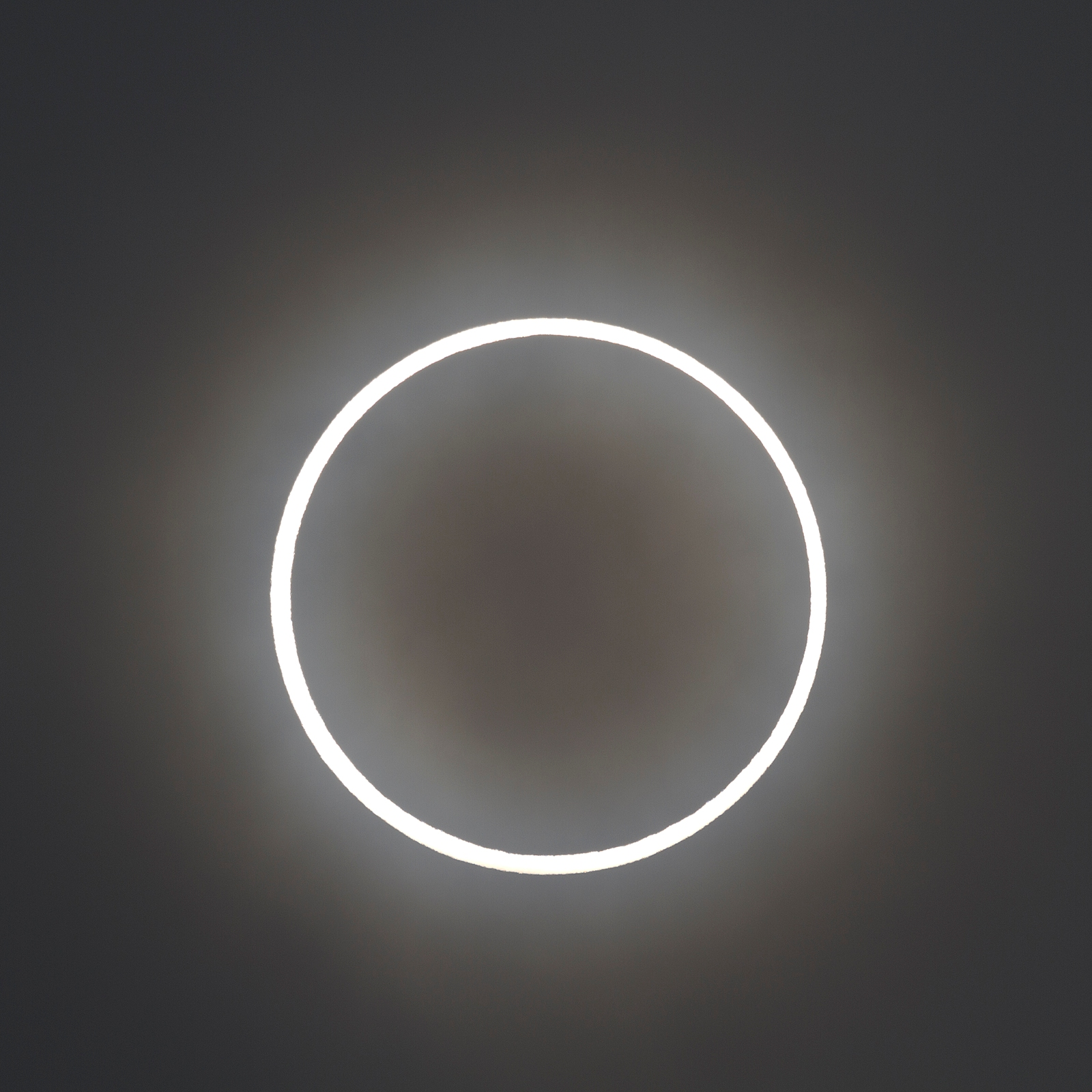
5月20日 - 2012年5月20日の日食（日本時間の21日朝）が東アジアから太平洋、北米西部地域などの広い地域で観測された。日本の広い地域では金環日食が観測された。また、国立天文台のグループが太陽の直径（139万2020km）を測定に成功した[54]。  - 茨城県鹿嶋市で観測された金環日食
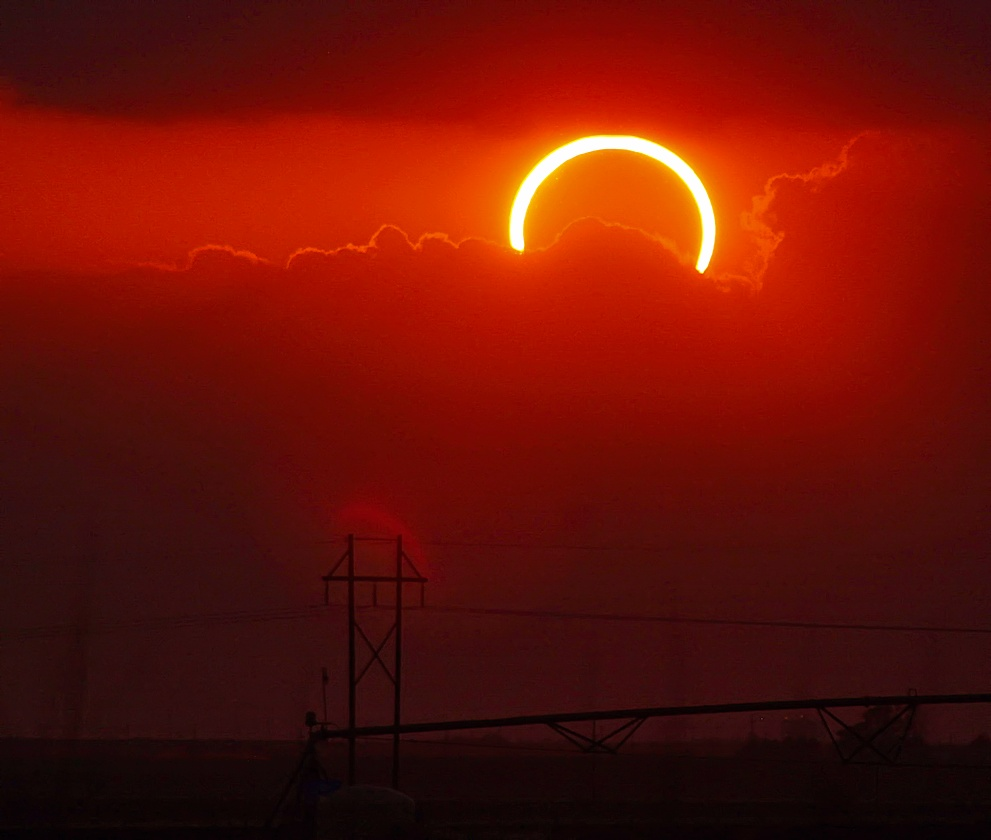
米国テキサス州での観測
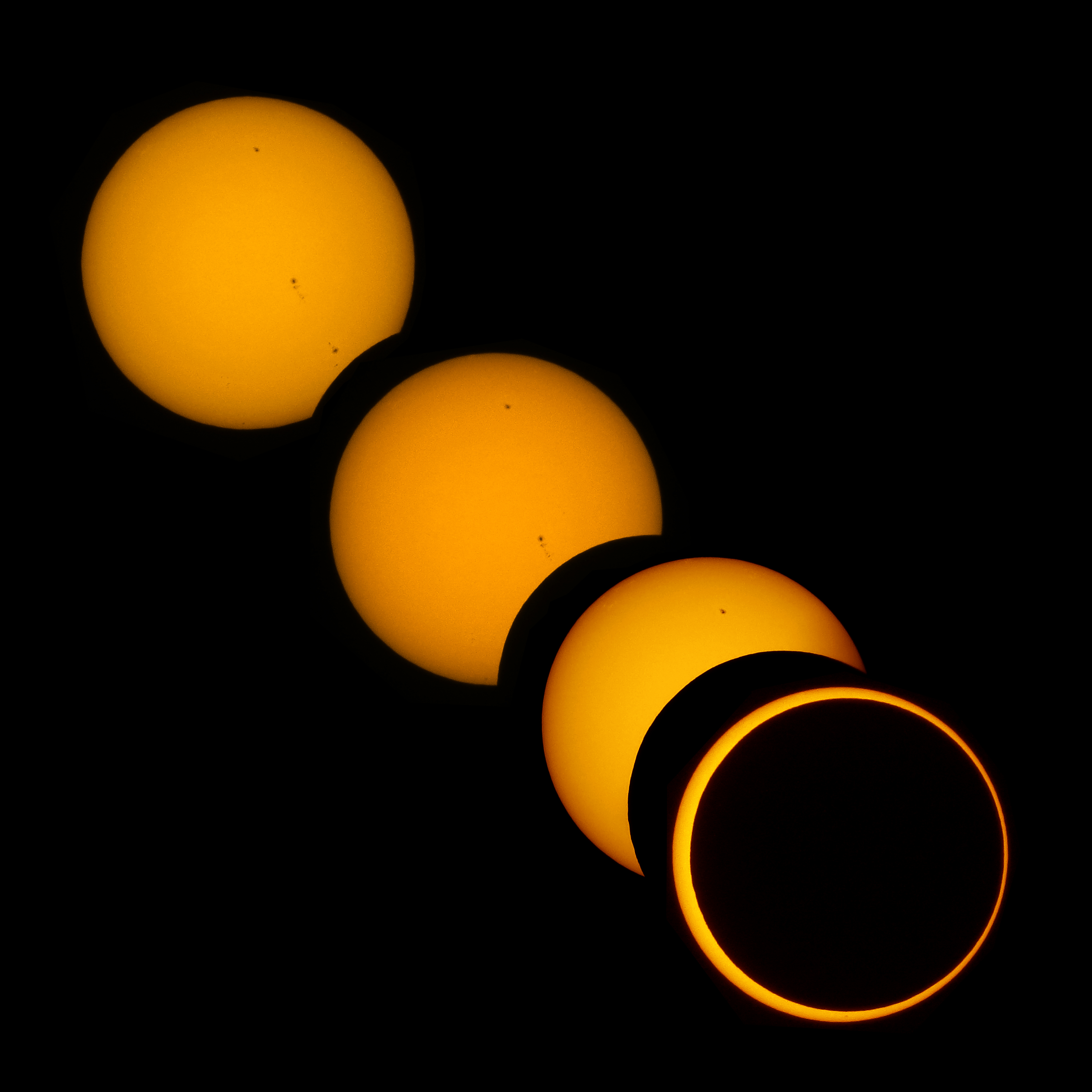
日食の時系列画像
  - 米国テキサス州での観測
  - 日食の時系列画像
- 5月21日 - スタンフォード大学の研究で、デジタルデータを書き換え可能なDNAメモリが実証された[55][56]。
- 5月26日 - スペースX社の無人補給船ドラゴンが民間宇宙船として初めて国際宇宙ステーションとドッキングした[57]。
- 5月30日
  - かずさDNA研究所などを含む14ヶ国からなる国際研究チームが、トマトの全遺伝情報の解読に初成功したことをNature誌上で発表[58]。
- 5月31日 - 国際純正・応用化学連合（IUPAC）は、114番元素を「フレロビウム」(元素記号:Fl) ，116番元素を「リバモリウム」(元素記号:Lv) と名付けられたことを発表した[59]。

### 6月
- 6月4日 - 2012年6月4日の月食（英語版）が観測された。
- 6月5日 - スイス連邦工科大学ローザンヌ校で開発されたソーラープレーンのソーラー・インパルスが、19時間かけてスペインからモロッコにかけて飛行し、太陽光発電による初の大陸間飛行に成功した[60]。
- 6月6日 - 協定世界時の5日から6日にかけて、金星の太陽面通過が観測された[61]。
- 6月8日 - 国際研究チームOPERAによって2011年に「ニュートリノが光速よりも速い」と発表されたことを受けて、実験の検証が続いていたが、京都市で開催されていた宇宙物理国際会議でOPERAが誤りを認めて結果を撤回した[62][63]。
- 6月12日
  - 国際がん研究機関 (IARC) はディーゼルエンジンからの排気ガスに発癌性を認め、肺がんを引き起こし、膀胱がんのリスクを増大させるとの調査報告を発表した[64]。
  - ノッティンガム大学などの研究で、二酸化炭素を貯蔵することができる新たな多孔性金属有機構造体NOTT-202（英語版）が発表された[65][66]。
- 6月13日
  - NASAは、スターゲイザーとペガサスXLによりX線撮影用の高性能宇宙望遠鏡NuSTARを軌道上に打ち上げた[67]。
  - 農業生物資源研究所、理化学研究所などの研究チームが免疫機能を喪失したブタを開発に成功したことを発表した[68]。
  - 理化学研究所と住友化学の研究チームが、ES細胞から人の網膜組織を作ることに成功したことを発表した[69]。
  - 国際研究チームによってボノボのゲノムが解読されたと『Nature』誌に報告された[70][71]。
- 6月16日
  - 中国が宇宙ステーション天宮1号へ向かう有人宇宙船神舟9号を酒泉衛星発射センターから打ち上げた[72]。
  - 米空軍の無人スペースプレーンX-37Bが469日間に及ぶ飛行を終え、バンデンバーグ空軍基地に帰還した[73]。
- 6月21日 - ロシア連邦のエリギギトギン湖の堆積物が調査され、280万年前の気候データが復元された[74][75]。
- 6月24日 - 中国の有人潜水調査船蛟竜号が、マリアナ海溝での深度7,020メートルの潜水に成功した[76]。
- 6月26日 - アエンデ隕石のサンプルから新しい鉱物であるパングアイト（英語版）が発見された[77][78]。

### 7月
- 7月2日
  - 宇宙航空研究開発機構（JAXA）は、水循環変動観測衛星「しずく」 (GCOM-W1) が、A-Train軌道への投入を確認したことを発表した[79]。
  - ドイツ南部バイエルン州でジュラ紀後期とみられる羽毛のある肉食恐竜スキウルミムスの化石が発掘されたことが発表された[80]。
- 7月4日
  - ミュンヘン工科大学などの研究チームが鉱物アントゾナイトに微量の単体フッ素が含まれていることを確認と発表した[81]。
  - 標準理論から予想されるヒッグス粒子と一致する粒子を5σの有意性で発見したとCERNが発表した[82][83][84][85][86][87]。7月4日: CERNはヒッグス粒子と見られる新粒子の発見を報告した。

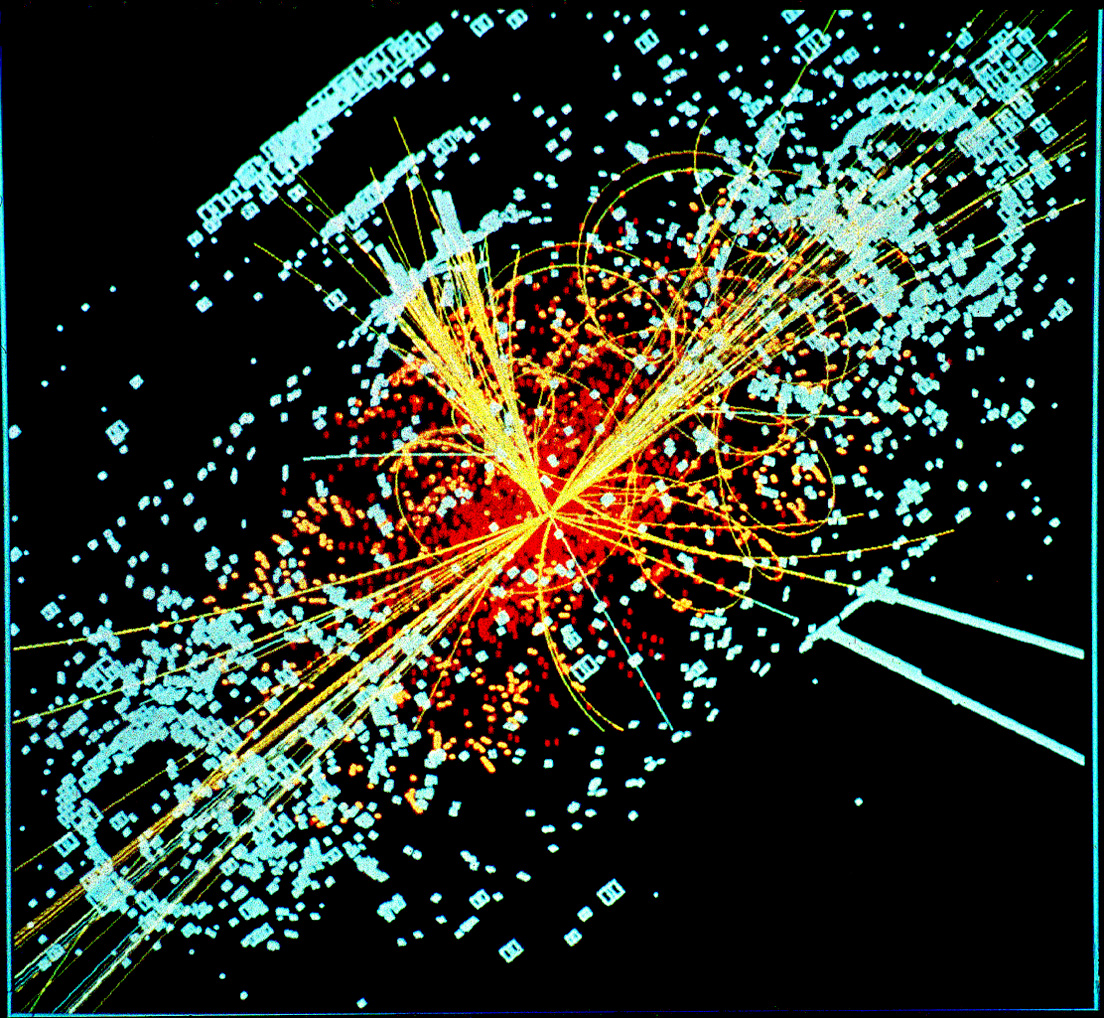
7月4日: CERNはヒッグス粒子と見られる新粒子の発見を報告した。

- 7月11日 - NASAとESAは、ハッブル宇宙望遠鏡の観測で冥王星の5番目の衛星を発見したことを発表した[88]。
- 7月13日 - マダガスカルで行われた新たな調査によりキツネザル103種のうち、90%以上がレッドリストに掲載される水準で絶滅の危機に瀕していることが報告された[89]。
- 7月24日 - 人工衛星の観測データから、当月にグリーンランドの氷床の97%が融解しつつあるという前例のない雪解けが進行していることが明らかとなった[90]。
- 7月31日 - 6万8000人以上を対象とした調査により、不安や抑うつの症状を経験した人の方が、平均余命が短いことが報告され、たとえ軽度の症状であっても死亡リスクが増加することが明らかとなった[91]。

### 8月
- 8月2日
  - 調査により南極大陸の氷の下に埋もれた始新世初期の古代熱帯雨林の残骸と思われるものを発見したと発表された[92][93]。
  - ピッツバーグ大学の研究で、共食いをするメスのクモは、共食いをしないクモよりも健康的な子孫を残すことが明らかとなり、動物界における共食いと繁殖の成功との関連性を指摘した論文が『Animal Behavior』誌に掲載された[94]。
- 8月6日 - NASAの火星探査車マーズ・サイエンス・ラボラトリーがゲールクレーターに着陸した[95][96]。8月6日: NASAの火星探査機キュリオシティが火星のゲール・クレーターに着陸した。

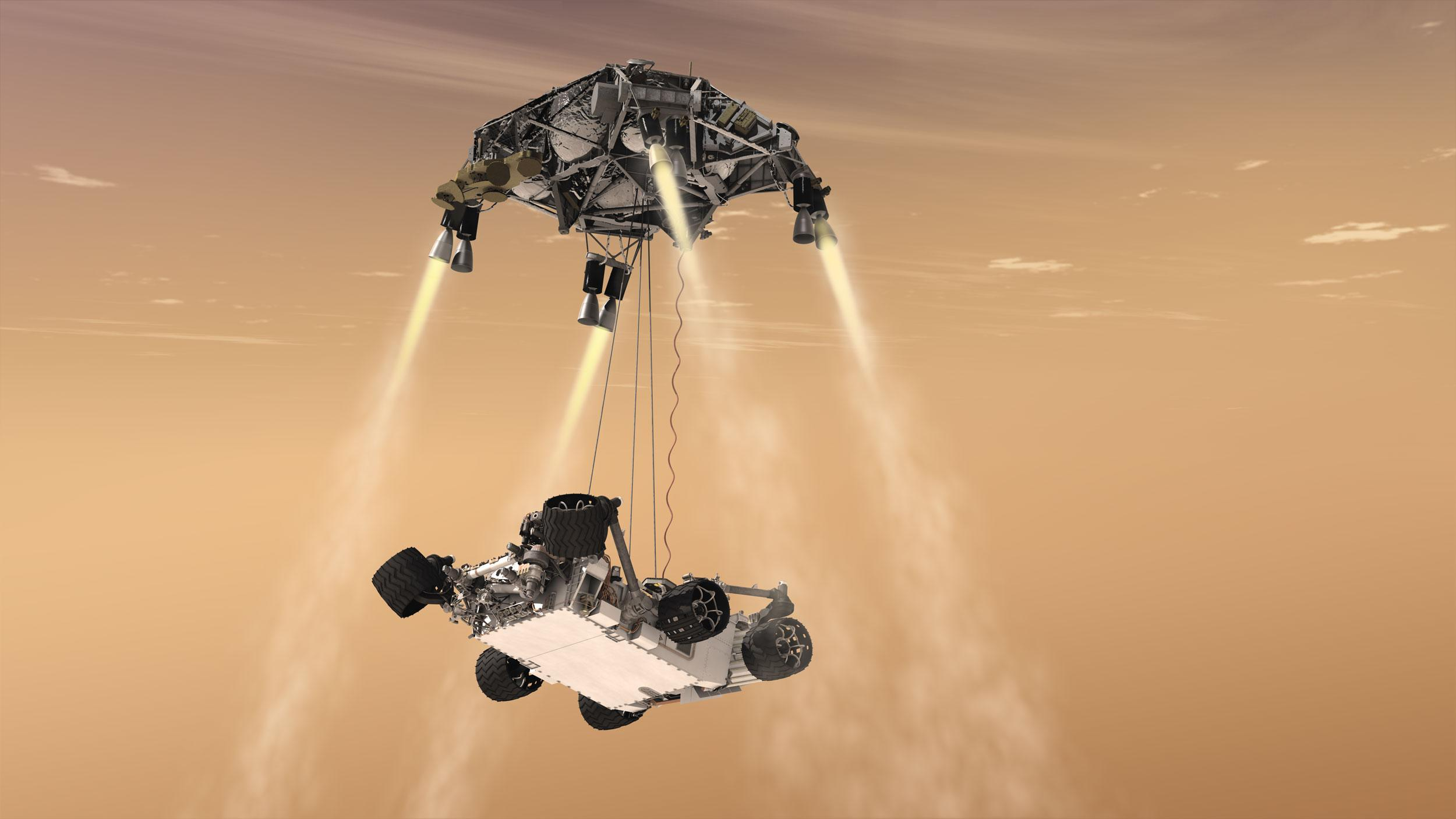
8月6日: NASAの火星探査機キュリオシティが火星のゲール・クレーターに着陸した。

- 8月8日 - 中国科学技術大学の研究で、量子テレポーテーションにより光子を97 kmに渡り伝送することに成功し、結果が『Nature』誌に発表された[97]。
- 8月12日 - イェール大学などの研究で、ヒトの脳細胞間のシナプス結合に必要な遺伝子の発現を抑制し、動物モデルでもうつ病を引き起こさせる転写因子GATA1を発見した[98]。
- 8月15日 - 国際研究チームが、ナロキソンを用いることでモルヒネとヘロインの中毒を阻止しながら、同時にこれらの物質の鎮痛効果を高めることができることを示した[99]。
- 8月16日 - インペリアル・カレッジ・ロンドンなどの研究で、p-テルフェニルを用いることで、世界初の室温メーザーが開発された[100][101]。
- 8月17日 - ハーバード大学ヴィース研究所の研究で、1 gのDNAに5.5ペタビットのデータを保存することに成功し、これまでのDNAデータ密度の記録を1,000倍に更新した[102]。
- 8月23日 - 国際研究チームによる研究で、インド・ヨーロッパ語族の起源は、およそ8,000～9,500年前にアナトリアから農耕が広まったことと関連していることが示唆された[103]。
- 8月25日 - NASAのボイジャー1号が、人類の構造物としては初めてヘリオポーズを超えて星間空間に突入した[104][105]。
- 8月27日 - ニュージーランドのおよそ1,000人を対象に20年以上に渡り追跡調査をした研究により、大麻を吸う若者は、知能指数が著しくかつ不可逆的に低下する危険性があることが示された[106][107]。
- 8月28日 - 最後の目撃情報から30年以上が経過し、ニホンカワウソの絶滅が宣言された[108][109]。
- 8月29日
  - ケプラー47において、連星の周りを公転する太陽系外惑星が初めて報告された[110][111]。
  - コペンハーゲン大学などの研究で、地球から400光年の距離にある原始星連星IRAS16293-2422の周囲のガス中に、糖分子でリボ核酸を形成するために必要なグリコールアルデヒドを検出したことが公表された[112][113]。

### 9月
- 9月1日 - 多環芳香族炭化水素が星間物質の条件に晒されると、水素化やヒドロキシル化を経てより複雑な有機分子へ変換されると報告された[114][115]。
- 9月4日 - 体をより動かすライフスタイルは乳がんのリスクを最大で13%低減させることが報告された[116]。
- 9月5日
  - NASAの無人探査機ドーンが、小惑星ベスタの周回軌道を離脱した[117]。
  - 国際研究チームが、143 kmという記録的な距離間での量子テレポーテーションに成功したと報告した[118]。
  - 32の研究所が関わった国際研究チームにより、これまでで最も詳細なヒトゲノムの解析結果が公表された[119][120]。
- 9月6日
  - 日本の地球深部探査船「ちきゅう」が下北半島沖での掘削で海底下2,132 mに到達し、海洋掘削深度の世界新記録を樹立した[121][122][123]。
  - 67アト秒という2012年時点で史上最短のレーザーパルスの生成が報告された[124][125]。
- 9月12日
  - シェフィールド大学などの研究で、幹細胞を用いてスナネズミの聴覚を回復させることに成功したと報告された[126][127]。
  - コンゴ民主共和国の森林で新種の霊長類であるレスラ（Cercopithecus lomamiensis）が確認され、『PLOS ONE』誌に報告された[128][129]。

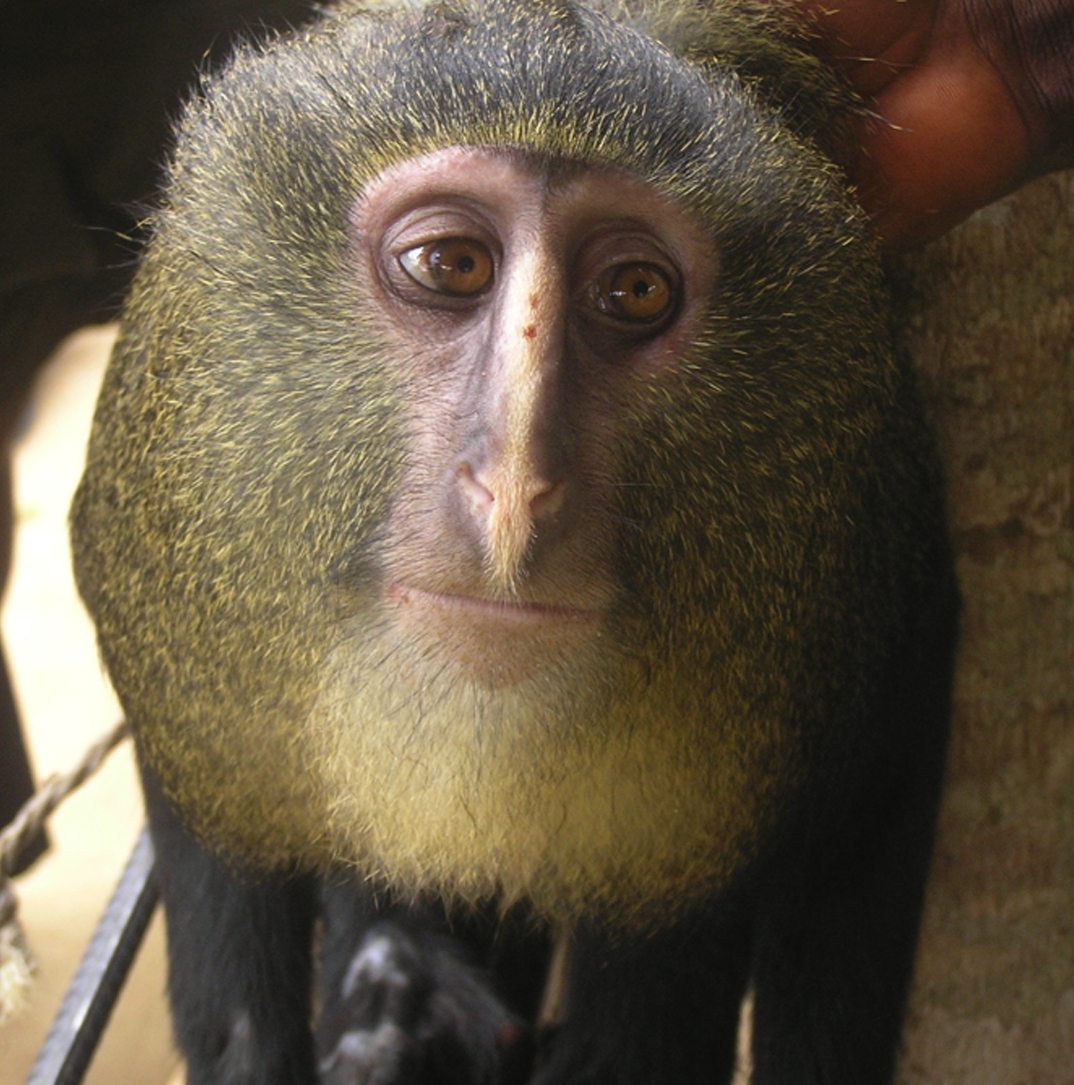
9月12日：新種のサルの「レスラ」が報告された。

- 9月13日 - エラスムス大学などの研究で、PRDM16、PAC3、TP63、C5orf50、COL17A1の5つの遺伝子が人間の顔の形に関連することが特定された[130][131]。
- 9月17日
  - Blue Brainプロジェクトによる研究で、ヒトの脳のマッピングにおいてシナプス規模の結合を決定する原理を特定し、大脳新皮質のシナプスの位置を正確に予測することを可能にした[132][133]。
  - NASAの月探査機GRAILによる観測で、月の地殻は以前に想定されていたよりも半分程度の厚さであることを明らかにした[134]。
- 9月18日 - スウェーデンのヨーテボリ大学が、母から娘への子宮移植手術に世界で初めて成功したと発表した[135]。
- 9月19日 - 250万前に巨大な隕石が南太平洋に落下し、大津波を発生させて世界を氷河期に突入させた可能性があることが示唆された[136]。
- 9月20日 - 50 kmを超える伝送距離で、光ファイバー1本による毎秒1ペタビットのデータ転送をNTTや北海道大学が実証し、世界新記録を達成した[137]。
- 9月25日 - 理化学研究所仁科加速器研究センターは113番目の元素の3例目となる合成成功を発表した[138]。
- 9月26日 - 食虫植物のモウセンゴケ属D.glanduligeraの捕獲作用が初めて明らかとなった[139]。
- 9月27日 - NASAの火星探査車キュリオシティによる観測で、かつての火星で液体の水が流れていた証拠を発見したと発表された[140]。
- 9月28日 - スーパーコンピュータ「京」（理化学研究所・神戸市）が本格稼働した[141]。

### 10月
- 10月3日 - 毒蛇であるブラックマンバが、非常に効果的な鎮痛剤として働くマンバルギン（英: mambalgin）と命名されたペプチドを生成していることが報告された[142][143]。

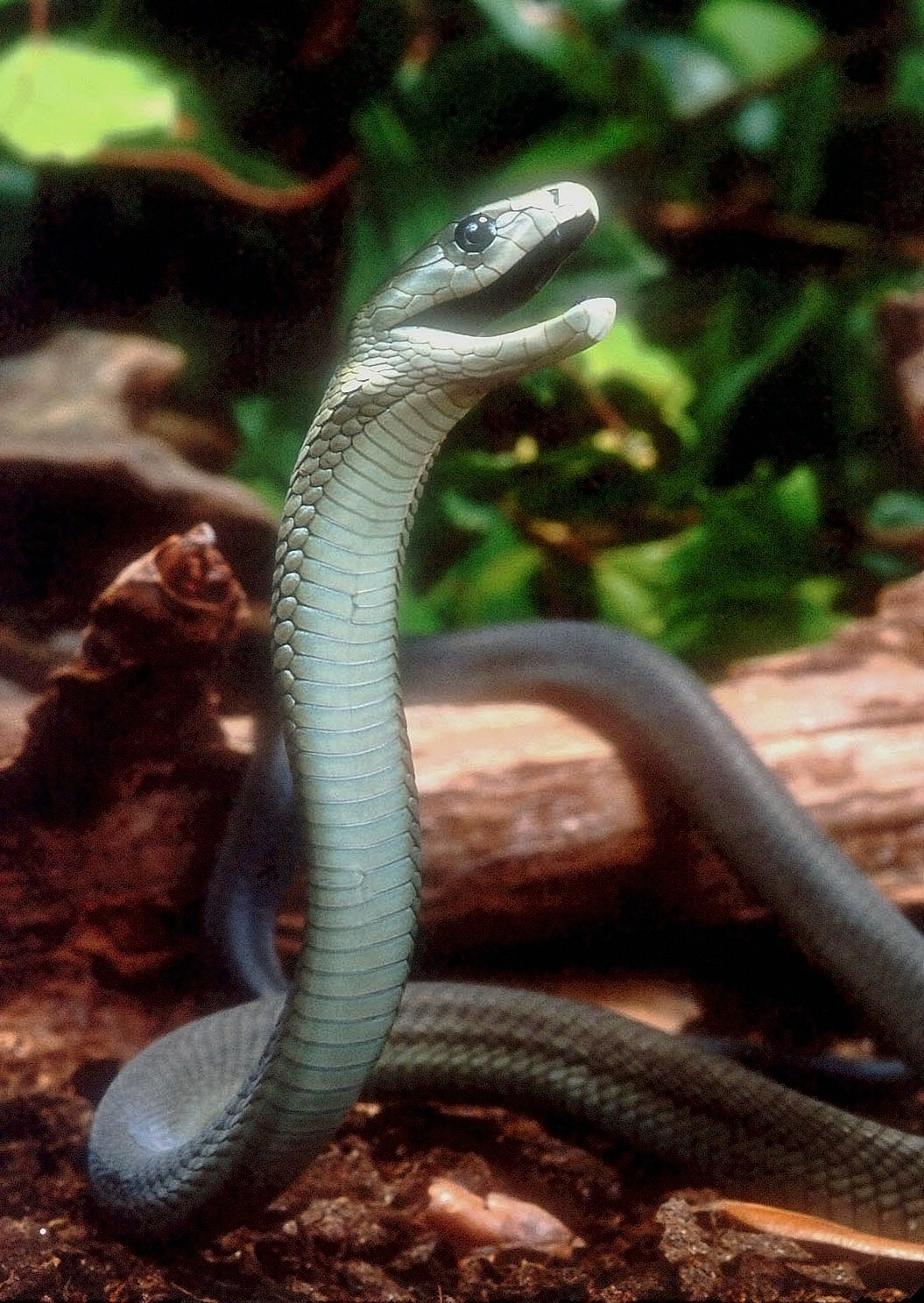
10月3日: 毒蛇として知られるブラックマンバから、鎮痛剤として働く新種のペプチドが発見された。

- 10月5日 - オーストラリアの電波望遠鏡ASKAPが観測を開始した。
- 10月8日 - スペースX社のドラゴン宇宙船が打ち上げられた、民間企業によるものとしては初めて国際宇宙ステーションへの補給ミッションが行われた[144][145]。
- 10月11日 - コレステロールや他の血中脂質に関する過去最大の遺伝子研究により、心臓病や代謝障害のリスクと関連付けられる21の新たな遺伝子変異が同定された[146]。
- 10月17日 - ケンタウルス座アルファ星を公転する太陽系外惑星ケンタウルス座アルファ星Bbが報告された[147]。しかし、後の2015年の研究において、発見の根拠とされたデータの分析の欠陥が指摘され、この惑星は実際には存在しない可能性が高くなっている[148]。
- 10月18日 - 実験室で作成された腎臓に似たオルガノイドが、成体ラットの体内で実際に機能することが示された[149][150]。
- 10月24日 - 米国地質調査所（USGS）が主導した研究により、北極圏の永久凍土に貯蔵されている440億トンの窒素と8,500億トンの炭素が今後100年の間に放出される可能性があると発表された[151]。
- 10月26日 - 紀元前700~400年まで遡ると考えられる、これまでに発見されている中で最古のマヤの墓がグアテマラで発見された[152]。
- 10月30日 - NASAは、火星探査機キュリオシティが、ロックネスト（英語版）地点で火星の土壌のX線回折分析を初めて行ったと報告し、サンプルの土壌はハワイの風化玄武岩質土壌に似ていることが示唆された[153]。

### 11月
- 11月5日 - 2010年にニュージーランドで座礁していたクジラが、遺伝子解析の結果、これまでわずかな骨しか知られていなかったバハモンドオウギハクジラであることが分かり、この種の完全な標本が報告された[154]。
- 11月6日 - 国際研究チームは宇宙における現在の星形成の速度は、ピーク時に比べて30分の1しかなく、今後もこの減少が続くことを示した[155]。
- 11月7日 - 地球から42光年離れた場所に位置するスーパーアース型の太陽系外惑星HD 40307 gが主星のハビタブルゾーン内にあると報告された[156][157]。
- 11月12日 - 米国のスーパーコンピュータ「タイタン」がTOP500において1位となった[158]。
- 11月14日
  - 国際研究チームによる研究で、ヒトがチンパンジーから進化した際に、MIR941（英語版）と呼ばれるマイクロRNAが脳の発達において重要な役割を果たしたことが示唆された[159]。
  - 国際研究チームによる研究で、アルツハイマー病のリスクを3倍近く高める遺伝子が発見された[160]。これは過去20年間で発見された因子の中で最も危険なものであった[161]。
  - 家畜のブタのゲノムの塩基配列が決定された[162]。
  - 地球からおよそ100光年離れた場所に位置する自由浮遊惑星CFBDSIR2149-0403が発見された[163][164]。
- 11月21日 - 細胞の老化過程の初期において、液胞の酸性度が老化とミトコンドリアの機能にとって重要であることが示された[165]。
- 11月23日 - 劣悪な環境下で労働することは、失業者と同程度、精神衛生に悪影響を及ぼす可能性が『Psychological medicine』誌に報告された[166]。
- 11月29日 - NASAの探査機メッセンジャーが水星の地表に氷と有機化合物が存在することを発見したと報告された[167]。

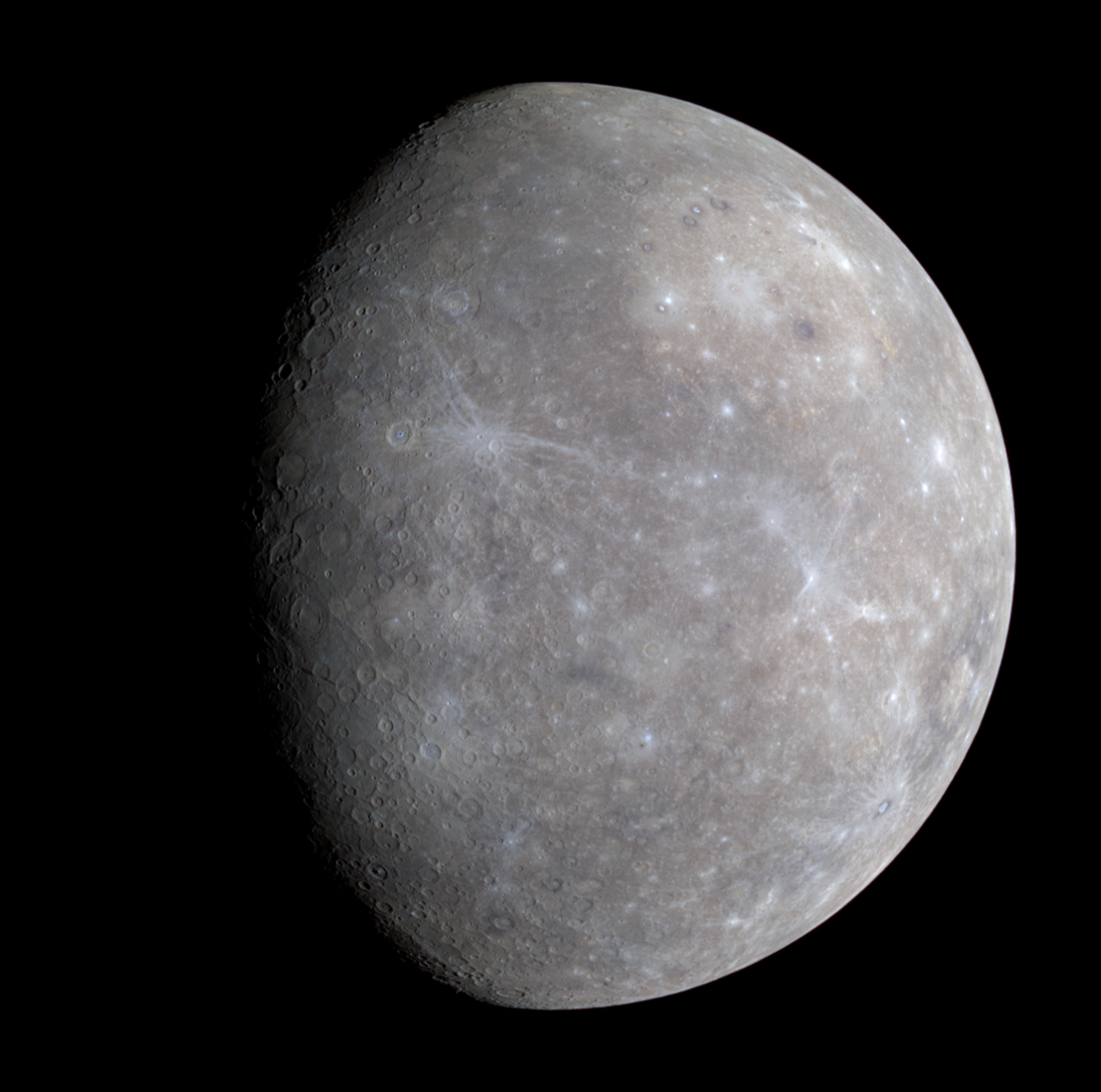
11月29日: 水星の地表に氷と有機化合物が発見された。

- 11月30日 - 走査型電子顕微鏡を用いたDNAの直接撮像が発表され、DNAの二重らせん構造が写真で直接証明された[168]。

### 12月
- 12月3日 - NASAの火星探査機キュリオシティが初めて火星の大規模な土壌分析を行い、水分子、硫黄、塩素が存在することを報告した[169]。
- 12月5日 - タンザニアで1930年代に発見されていた化石の再調査で、これまで最古と考えられていた恐竜の標本よりも1000万年から1500万年前に生息していたと考えられる、最古の恐竜ニャササウルス・パリントニが報告された[170]。
- 12月6日 - トキソプラズマがヒトの腸から脳へ侵入するメカニズムを特定し、自殺願望や危険を冒す要因となる可能性が示された[171][172]。
- 12月12日 - 北朝鮮が初の軌道打ち上げに成功し、人工衛星「光明星3号2号機」を地球低軌道に投入した[173]。
- 12月13日 - 中国の無人探査機嫦娥2号が小惑星トータティスへのフライバイに成功した[174]。
- 12月17日 - NASAの月無人探査機GRAIL（エブ、フロー）が観測を終え月面に衝突破壊[175]。
- 12月19日 - くじら座タウ星を公転する5つの太陽系外惑星が報告された[176]。
- 12月21日 - 米科学誌『サイエンス』が今年のブレークスルー・オブ・ザ・イヤーを発表した[177]。

| No. | 今年の10大科学業績                                             |
| --- | -------------------------------------------------------------- |
| 1   | ヒッグス粒子の発見                                             |
| 2   | デニソワ人のDNAの解析                                          |
| 3   | TARENやCas9による遺伝子編集技術                                |
| 4   | ニュートリノに関する物理量の測定                               |
| 5   | ヒトゲノムの解析結果ENCODE(Encyclopedia of DNA Elements)の発表 |
| 6   | 火星探査機キュリオシティ                                       |
| 7   | X線レーザーを用いたタンパク質の構造解析                        |
| 8   | 脳内に埋め込んだ電極信号により義肢を操作するシステム           |
| 9   | マヨラナ粒子の発見                                             |
| 10  | ES細胞から作成した卵子による子マウスの誕生                     |

## 受賞
2012年より新たに基礎物理学ブレイクスルー賞が設立された。
- アーベル賞 - エンドレ・セメレディ
- チューリング賞 – シルビオ・ミカリ、シャフィ・ゴールドワッサー
- ラスカー賞
  - 基礎医学研究賞 – マイケル・シーツ（英語版）、ジェームズ・スプディッチ（英語版）、ロナルド・ベール
  - 臨床医学研究賞 – ロイ・ヨーク・カーン（英語版）、トーマス・スターツル
- ガードナー国際賞 – ジェフリー・ホール、マイケル・ロスバッシュ、マイケル・ヤング、トーマス・ジェッセル（英語版）、ジェフリー・ヴィクター・ラヴェッチ（英語版）
- ウルフ賞
  - ウルフ賞物理学部門 - ヤコブ・ベッケンシュタイン
  - ウルフ賞数学部門 - ミハエル・アッシュバッハー、ルイス・カッファレッリ
  - ウルフ賞化学部門 - ポール・アリヴィサトス、チャールズ・リーバー
  - ウルフ賞医学部門 - ロナルド・エヴァンス
- 京都賞
  - 京都賞基礎科学部門 – 大隅良典
  - 京都賞先端技術部門 – アイバン・サザランド
- ショウ賞
  - 天文学 – デビッド・Ｃ・ジューイット、ジェーン・ルー
  - 生命科学および医学 – フランツ＝ウルリッヒ・ハートル、アーサー・L・ホーウィッチ（英語版）
  - 数学 – マキシム・コンツェビッチ
- トムソン・ロイター引用栄誉賞
  - 物理学 – チャールズ・ベネット、ジル・ブラッサール、William K. Wootters、Leigh T. Canham、ステファン・E・ハリス（英語版）、レネ・ハウ
  - 化学 – 藤嶋昭、春田正毅、グラハム・ジョン・ハッチングス（英語版）、ルイ・ブラス
  - 生理学・医学 – 竹市雅俊、リチャード・ハインズ、エルキ・ルースラーティ、チャールズ・デビッド・アリス、マイケル・グルンスタイン、アンソニー・ハンター、アンソニー・ポーソン
- ブレイクスルー賞
  - 基礎物理学ブレイクスルー賞 – ニマ・アルカニ＝ハメド（英語版）、アラン・グース、アレクセイ・キタエフ、マキシム・コンツェビッチ、アンドレイ・リンデ、フアン・マルダセナ、ネーサン・サイバーグ、アショク・セン（英語版）、エドワード・ウィッテン
- ノーベル賞
  - 物理学賞 - セルジュ・アロシュ、デービッド・ワインランド
  - 化学賞 - ロバート・レフコウィッツ、ブライアン・コビルカ
  - 生理学・医学賞 - ジョン・ガードン、山中伸弥

## 死去
- 1月4日 – ジェームズ・F・クロウ（英語版）、アメリカ合衆国の遺伝学者（* 1916年）
- 1月6日 - ロジャー・ボイスジョリー（英語版）、アメリカ合衆国のロケット技術者（* 1938年）
- 1月7日 – 和田秀男、日本の数学者（* 1940年）
- 2月6日 – 藤田恒夫、日本の解剖学者、内分泌学者（* 1929年）
- 2月7日 – 千石正一、日本の動物学者（* 1949年）
- 2月18日 – 庄野直美、日本の物理学者（* 1925年）
- 2月19日 – レナート・ドゥルベッコ、イタリアのウイルス学者、ノーベル生理学・医学賞受賞者（* 1914年）
- 3月2日 – 稲田祐二、日本の生化学者（* 1927年）
- 3月10日 – フランク・シャーウッド・ローランド、アメリカ合衆国の化学者、ノーベル化学賞受賞者（* 1927年）
- 3月12日 – 松井正直、日本の有機化学者（* 1917年）
- 3月24日 - ポール・キャラハン（英語版）、ニュージーランドの物理学者、NMR研究者（* 1947年）
- 4月1日 – 森亘、日本の病理学者（* 1926年）
- 4月6日 – 方励之、中華人民共和国の天体物理学者、民主化運動家（* 1936年）
- 4月7日 – 三戸サツヱ、日本の霊長類研究者（* 1914年）
- 4月20日 – ジョージ・コーワン、アメリカ合衆国の物理学者（* 1920年）
- 4月29日 - ローラン・モレノ（英語版）、フランスのICカード発明者（* 1945年）
- 5月2日 – 外村彰、日本の物理学者（* 1942年）
- 5月7日 – 森田耕一郎、日本の天文学者（* 1953年）
- 5月20日 - ユージン・ポリー（英語版）、アメリカ合衆国のエンジニア、テレビのワイヤレスリモコンの発明者（* 1915年）
- 5月24日 – 中山沃、日本の生理学者、医学者（* 1925年）
- 5月27日 – フリードリッヒ・ヒルツェブルフ、ドイツの数学者、ウルフ賞数学部門受賞者（* 1927年）
- 5月30日 – アンドリュー・フィールディング・ハクスリー、イギリスの生理学者、生物物理学者、ノーベル生理学・医学賞受賞者（* 1917年）
- 6月13日 – ウィリアム・ノールズ、アメリカ合衆国の化学者、ノーベル化学賞受賞者（* 1917年）
- 7月13日 – 北村正利、日本の天文学者（* 1926年）
- 7月23日 - サリー・ライド、アメリカ合衆国の宇宙飛行士（* 1951年）
- 8月3日 – マーチン・フライシュマン、イギリスの化学者（* 1927年）
- 8月6日 – アルフレッド・ラヴェル、イギリスの電波天文学者（* 1913年）
- 8月14日 - セルゲイ・カピツァ（英語版）、ロシアの物理学者（* 1928年）
- 8月15日 – 飯田修一、日本の物理学者（* 1926年）
- 8月21日 – ウィリアム・サーストン、アメリカ合衆国の数学者、フィールズ賞受賞者（* 1946年）
- 8月25日 - ニール・アームストロング、アメリカ合衆国の宇宙飛行士（* 1930年）
- 8月29日 – 小林昭七、日本の数学者（* 1932年）
- 9月11日 - アービング・リード（英語版）、アメリカ合衆国の数学者、リード・ソロモン符号の開発者（* 1923年）
- 10月5日 - キース・キャンベル、イギリスの生物学者（* 1954年）
- 10月20日 – エドワード・ドナル・トーマス、アメリカ合衆国の内科医、ノーベル生理学・医学賞受賞者（* 1920年）
- 10月27日 - 大野豊、工学者、マルスの開発者（* 1924年）
- 10月29日 – ウォーレス・サージェント、アメリカ合衆国の天文学者（* 1935年）
- 11月5日 – 斉藤晴男、日本の物理学者（* 1923年）
- 11月6日 – 菊池誠、日本の物理学者（* 1925年）
- 11月11日 - ファリッシュ・ジェンキンス（英語版）、アメリカ合衆国の古生物学者（* 1940年）
- 11月13日 – 金森順次郎、日本の物理学者（* 1930年）
- 11月25日 – ラース・ヘルマンダー、スウェーデンの数学者、フィールズ賞受賞者、ウルフ賞数学部門受賞者（* 1931年）
- 11月26日 – ジョセフ・マレー、アメリカ合衆国の外科医、ノーベル生理学・医学賞受賞者（* 1919年）
- 12月9日
  - ノーマン・ジョセフ・ウッドランド、アメリカ合衆国の発明家、バーコードの発明者の一人（* 1921年）
  - アレックス・モールトン、イギリスの技術者、発明家（* 1920年）
- 12月16日 – エルウッド・ジェンセン、アメリカ合衆国の生物学者、アルバート・ラスカー基礎医学研究賞受賞者（* 1920年）
- 12月20日 – 砂川一郎、日本の鉱物学者（* 1924年）
- 12月30日
  - リータ・レーヴィ＝モンタルチーニ、イタリアの神経学者、ノーベル生理学・医学賞受賞者（* 1909年）
  - カール・ウーズ、アメリカ合衆国の微生物学者（* 1928年）